# 69th (Metro de Chicago)
69th es una estación en la línea Roja del Metro de Chicago. La estación se encuentra localizada en 15 West 69th Street en Chicago, Illinois. La estación 69th fue inaugurada el 28 de septiembre de 1969.  La Autoridad de Tránsito de Chicago es la encargada por el mantenimiento y administración de la estación. Esta es la estación más para llegar a la Universidad de Chicago y al Museo de Ciencia y la Industria.

## Descripción
La estación 69th cuenta con 1 plataforma central y 2 vías. 

## Conexiones
La estación es abastecida por las siguientes conexiones: 
- Rutas del CTA Buses: #N5 South Shore Night Bus (nocturno) #29 State #30 South Chicago #67 67th/69th/71st #71 71st/South Shore #169 69th/UPS Express